# Rojetín
Rojetín (deutsch Rojetein) ist eine Gemeinde in Tschechien. Sie liegt neun Kilometer nördlich von Velká Bíteš und gehört zum Okres Brno-venkov.

## Geographie
Rojetín befindet sich in der zur Böhmisch-Mährischen Höhe gehörigen Křižanovská vrchovina (Krischanauer Bergland) an einem Osthang über den Quellmulden zweier kleiner Zuflüsse der Libochovka. Gegen Norden befinden sich auf einem Sporn über der Libochovka die Reste der Feste Žďárec. Südlich erhebt sich der Chochol (512 m).
Nachbarorte sind Vratislávka, Borkovec und Žďárec im Norden, Ostrov im Nordosten, Řikonín und Kutiny im Osten, Lubné im Südosten, Níhov im Süden, Březí und Borovník im Südwesten, Rozseč und Milešín im Westen sowie Vidonín und Jeřábkův Mlýn im Nordwesten.

## Geschichte
Die erste schriftliche Erwähnung des Dorfes erfolgte im Jahre 1353, als die Ehefrau von Nepokoj von Rojetín, Jitka, den Hof Rojetín samt Zubehör an Hynko von Olší und dessen Sohn verkaufte. Diese veräußerten drei Höfe des Dorfes an den Pleban Peter von Tasov. Das älteste Ortssiegel stammt aus dem Jahre 1749 und trägt die Bezeichnung Diedina Roetin. Im Jahre 1791 bestand das Dorf aus 21 Häusern und hatte 152 Einwohner. 1839 lebten in den 24 Häusern von Rojetín 220 Menschen. In Rojetín befand sich ein Hof der Herrschaft Ossowa. Diesem unterstand ein Jäger, dem die Wälder zwischen Rojetín Víckov und Nová Ves unterstanden. An den Herrenhof angeschlossen war eine Brennerei und Schäferei.
Nach der Aufhebung der Patrimonialherrschaften bildete Rojetín ab 1850 eine Gemeinde im Brünner Bezirk und Gerichtsbezirk Tischnowitz. Seit 1896 gehörte die Gemeinde zum neu gebildeten Bezirk Tischnowitz. Im Jahre 1900 war das Dorf auf 32 Häuser angewachsen. Die Einwohnerschaft bestand aus 257 Tschechen, die allesamt katholisch waren. 1921 standen in dem Dorf 36 Häuser. In Rojetín lebten zu dieser Zeit 248 Tschechen sowie ein Deutscher und ein Ausländer. Mit einer Ausnahme waren alles Katholiken. Nach der Auflösung des Okres Tišnov kam das Dorf mit Beginn des Jahres 1961 zum Okres Žďár nad Sázavou. Nachfolgend erlosch die Schäferei. Das Jägerhaus wurde an Víckov angeschlossen. Seit Beginn des Jahres 2005 gehört die Gemeinde Rojetín zum Okres Brno-venkov. Gepfarrt ist das Dorf zur Kirche St. Peter und Paul in Žďárec.

## Gemeindegliederung
Für die Gemeinde Rojetín sind keine Ortsteile ausgewiesen.

## Sehenswürdigkeiten
- Kapelle Mariä Wiegenfest
- Reste der Feste Hrádek, in der Flussschleife der Libochovka südöstlich des Dorfes, die ehemalige Feste war seit der zweiten Hälfte des 14. Jahrhunderts der Sitz der Vladiken von Žďárec